# 伊豆三津海洋樂園
35°01′10″N 138°53′45.4″E / 35.01944°N 138.895944°E
伊豆・三津海洋樂園是位於日本靜岡縣沼津市內浦地區的一處水族館。於1930年（昭和5年）開始營運，目前為日本國內營運時間第二久的水族館。

## 簡介
日本國內眾多水生動物的首次人工養殖，皆是於園區內進行，如寬吻海豚、海象和海獺。此外海獺的養殖成功也使得園方於1985年獲得了日本動物園水族館協會（JAZA）的繁殖賞。
此外，園區的海豚表演也很有名。在海豚開場表演後，在「海豚海(イルカの海)」會有寬吻海豚、太平洋短吻海豚、偽虎鯨的展演，緊接著加州海獅、北海獅、太平洋短吻海豚的綜合表演會於隔壁的「海獸廣場(海獣の広場)」進行。甚至也有乘坐在橡皮艇上與海豚近距離接觸的特別活動。
1972年（三津天然水族館時期）的時候，曾接受日本農林水產省水產廳海狗飼育研究中心的委託，於園區內的研究設施進行北海狗的相關研究。
海象作為園區最早開始人工飼育的動物之一，至2005年以前可以在園區入口處看到海象模型。而園區也曾經因養殖過鯨鯊和小鬚鯨，而擁有世界級的記錄。
除了園區業務繁忙的季節外，也會設置移動水族館免費供公眾參觀。

## 過往活動
從2001年7月到2004年5月31日，舉行了一系列的「喜劇海獅秀」。由於節目非常受歡迎，而曾在全國放送的早晨節目中進行特別介紹。節目中出現的兩位表演者後來後成立了藝人二人組「カズ&アイ」。
在2004年的暑假期間，舉辦了由魚類學家兼藝人宮澤正之在園區內「海獸廣場」演出的脫口秀節目，此後每年都會固定舉辦。

## 吉祥物
園區的吉祥物是「（Uchicchi）」。是在2014年春天，於水族館附近的沼津市立內浦小學校內學習的提案中偶然誕生的。以養在園內的海象「（Uchi）」為原型，而「（Uchicchi）」在當地方言中有著「我們的」的意涵。而且也製作了人形布偶服裝（目前是第二代），於水族館內的各種活動中進行串場。

## 三津觀光船（海灣內航線）
園區內（三津港）和沼津港之間的船運路線由伊豆箱根鐵路公司於昭和40年間建立，並以「三津灣之旅」為名於淡島、西浦灣和長井崎間進行航線營運。2002年時由於該公司的西伊豆航線被徹底廢除，因而交由三津船舶營業所繼續營運該公司唯一的海運船舶業務，最終於2016年4月結束營運。
龍宮丸號
「龍宮丸」（船身長度27.2公尺，最大乘載250人），於1985年至2008年夏季間服役。固定於園區和沼津港間經營接駁航線，直到1998年夏季因航線廢止而暫時結束營運。1999年到2005年3月間，改為營運三津灣內通往斯堪地那維亞浮島酒店的接駁路線。後來隨著酒店結束營運，也回復至原始航線繼續營運。在2008年退役後和西伊豆航線的船隻「（Kobarutoaro）」一同被銷往海外。
號
作為龍宮丸號的後繼船隻，「（Chappy）」（最大乘載150人）於2008年7月19日，在三津灣內正式啟航。船體建造於1995年，原本作為近鐵志摩觀光蒸汽船的「鳥羽灣之旅」航線所使用的船隻。在經歷2014年12月1日至2015年3月31日暫停營運期之後，於2016年4月16日正式結束航線營運。後來被九州的豪斯登堡主題公園接手，自同年7月16日起以「（Flipper）」作為新名稱，在遊樂園內繼續作為觀光遊輪營運。

## 相關水族館
海洋樂園的營運單位，伊豆箱根鐵道的母公司－西武鐵道集團旗下有三間水族館：伊豆三津海洋樂園、橫濱八景島海島樂園、箱根園水族館。在園區內會互相張貼其他水族館的海報，憑著西武鐵道發行的觀光護照也可以享受到三間水族館的相關優惠。
除此之外，伊豆三津海洋樂園與其他水族館還有以下關聯：
橫濱八景島海島樂園（橫濱市金澤區）
1993年4月時，當八景島海島樂園開張之時，從園區載了一隻雄性灰海豚「（Subaru）」過去。
箱根園水族館（神奈川縣足柄下郡箱根町）
每天都會以專屬的油罐車將從園區抽取的海水，運送至水族館水池中。（一天兩次）
Maxell Aqua Park 品川（東京都港區）
1994年時，品川水族館剛孵化的企鵝寶寶寄放至園區內進行飼育的工作。

## 歷史
- 1930年 - 「中之島水族館」開始營運[1]。日本第五間開始營運的水族館。也是日本第一間進行人工飼育海豚的水族館。
- 1934年 - 開始養殖鯨鯊（體長5公尺）[1]。
- 1941年3月20日 - 改由伊豆箱根鐵道公司接手營運至今，並更名為「三津天然水族館」[1]。
- 1956年 - 宣布達成日本國內首次訓練海豚跳躍成功的案例[1]。
- 1977年5月3日 - 為配合拓展新業務，水族館改名為「伊豆・三津海洋樂園」[1][12]。新落成的建築物由建築師清家清（日语：清家清）設計，且於1979年獲得日本建築業協會獎。開始日本首次進行人工養殖海象的嘗試。
- 1982年 - 開始日本首次進行人工養殖海獺的嘗試。[13]
- 1995年 - 將雄性虎鯨「大和（ヤマト）」自海外的水族館引入。
- 2002年8月 - 國王企鵝首次孵蛋成功。
- 2004年10月14日 - 寬吻海豚產下幼兒。
- 2005年12月 - 從小樽水族館（日语：おたる水族館）接手了一隻16歲的高齡雌性海獺「番茄（トマト）」。
- 2007年7月1日 - 「水母萬花筒水族箱」、「駿河灣再發現水族箱」正式開放[14]。
- 2007年7月 - 水族館新版網站上線。
- 2015年5月10日 - 館內瞭望餐廳結束營業[15]。同日，比伊豆三津海洋公園還早三年開館的松島水族館（日语：マリンピア松島水族館）結束營業，因而成為了日本營運時間第二久的水族館。[3]

## 相關項目
- 伊豆箱根鐵道
- 橫濱八景島海島樂園
- 箱根園水族館（日语：箱根園）
- LoveLive! Sunshine!! - 以沼津作為主舞台的讀者參與計畫，其電視動畫及歌曲PV中有多處皆是以園區各處作為背景使用。

## 外部連結
- 伊豆三津海洋樂園的Facebook專頁
- 伊豆三津海洋樂園的X（前Twitter）

## 附註
1. 1 2 3 4 5 6 7 8  鈴木克美.  (PDF). 東海大学博物館研究報告“海・人・自然”. 2003-03, (5): 12–24  [2016-05-04]. （原始内容 (PDF)存档于2016-06-15）. 1. 中之島水族館（三津天然水族館，伊豆三津シーパラダイス）（Fig 1,2）
2. ↑  中文名稱以靜岡縣東部地區會議局於2019台北國際觀光博覽會發布的中文文宣紀載為主。
3. 1 2   (PDF).   [2016-04-23]. （原始内容 (PDF)存档于2007-12-12）.
4. ↑  宇仁義和.  (PDF). 博物館学雑誌. 2015-04, 40 (2): 147–154  [2016-05-04]. （原始内容 (PDF)存档于2016-06-01）.
5. ↑  . 伊豆三津海洋樂園(舊版網站). 2004-08-14  [2019-07-03]. 原始内容存档于2004-08-14 （日语）.
6. ↑  第一代與第二代相比較偏淺灰色。
7. ↑   (PDF). 伊豆箱根鉄道株式会社: 18. 2010-06-21  [2016-04-23]. （原始内容 (PDF)存档于2016-05-07）.
8. ↑   (PDF). 伊豆・三津シーパラダイス 支配人 植田 行宏. 2014-11  [2016-04-23]. （原始内容 (PDF)存档于2016-05-07）.
9. ↑   (お知らせ). 伊豆・三津シーパラダイス ウェブサイト. 2016-04-16  [2016-04-23]. （原始内容存档于2019-07-01）.
10. ↑  .   [2016-07-16]. （原始内容存档于2017-06-23）.
11. ↑   (PDF). 2006-12-21  [2010年5月24日]. （原始内容 (PDF)存档于2007年1月25日）.
12. ↑  トイアンナ. . 毎日新聞. 2017-06-14  [2019-07-03]. （原始内容存档于2019-07-03） （日语）.
13. ↑  トイアンナ. . 日本商業期刊(ビジネスジャーナル). 2017-12-02  [2019-07-03]. （原始内容存档于2019-07-03） （日语）.
14. ↑  . 伊豆・三津シーパラダイス ウェブサイト. 2015  [2016-04-23]. （原始内容存档于2019-07-01）.
15. ↑   (お知らせ). 伊豆・三津シーパラダイス ウェブサイト. 2015  [2016-04-23]. （原始内容存档于2019-07-01）.